# Rudolf Kastner
Rudolf Jisra'el Kastner, také znám jako Rezső Kasztner (1906, Kluž – 15. března 1957, Tel Aviv) byl maďarsko-židovský novinář a právník, známý zprostředkováním záchrany téměř 1700 Židů z Německem okupovaného Maďarska během druhé světové války.
Kastner byl jedním z představitelů Pomocného a záchranného výboru (zkráceně známého jako Va'ada), což byla malá židovská skupina v Budapešti, která během druhé světové války nejprve pomáhala židovským uprchlíkům uniknout z Německem ovládané Evropy do Maďarska a po německé okupaci Maďarska od 19. března 1944 uniknout i z této země. Mezi květnem a červenem 1944 bylo do vyhlazovacího tábora Auschwitz-Birkenau každý den deportováno na 12 tisíc maďarských Židů. Kastner v té době vyjednával s Adolfem Eichmannem o propuštění 1685 Židů, kteří by mohli bezpečně odjet do Švýcarska vlakem (později vešel ve známost jako Kastnerův vlak) výměnou za peníze, zlato a diamanty. V dubnu 1945 navštívil v rámci svého vyjednávání s Eichmannem také terezínské ghetto.
Po válce se Kastner přestěhoval do britské mandátní Palestiny a po vzniku Izraele se stal mluvčím na ministerstvu obchodu a průmyslu. V roce 1952 byl v pamfletu psaném amatérským novinářem Malki'elem Gruenwaldem obviněn z kolaborace s nacisty. Obvinění pramenilo z části z Kastnerova vztahu s Eichmannem a plukovníkem SS Kurtem Becherem, z části též z jeho výpovědi v Norimberském procesu, díky níž se Becher vyhnul obvinění z válečných zločinů. Gruenwald byl u soudu obviněn z urážky na cti. Jeho právnímu zástupci se však podařilo proces obrátit proti Kastnerovi (proto je znám jako Kastnerův proces). Rozsudek nakonec padl v červnu 1955 a předsedající soudce Binjamin Halevy v něm Kastnera obvinil ze „zaprodání duše ďáblu“. Soudce dále prohlásil, že záchranou Židů v tzv. Kastnerově vlaku a nevarováním ostatních, že jejich tzv. „přesídlení“ je ve skutečnosti deportací do plynových komor, Kastner obětoval většinu Židů, aby zachránil pár vybraných. Generální prokurátor Chajim Kohen se proti rozsudku odvolal. Verdikt soudu však nakonec vedl k pádu izraelské vlády.
Kastner na svůj post na ministerstvu rezignoval a stal se samotářem. Reportérům říkal, že žije se samotou „černější než noc a temnější než peklo“. Jeho manželka upadla do depresí, kvůli nimž nemohla vstát z postele, zatímco jeho dcera musela snášet, že na ní její vrstevníci ze školy házeli na ulici kamení. V lednu 1957 se Kastnerovým případem začal zabývat Nejvyšší soud. Necelé dva měsíce nato však byl na Kastnera 3. března 1957 spáchán atentát, když byl postřelen Ze'evem Ecksteinem, napojeným na bývalé příslušníky předstátní radikální organizace Lechi. O dvanáct dní později na následky zranění zemřel. V lednu 1958 Nejvyšší soud zrušil rozhodnutí soudu nižší instance a Kastnera očistil.